# The Good, the Bad and the Queen (album)
The Good, the Bad and the Queen, pierwsza płyta projektu muzycznego w składzie: Damon Albarn, Paul Simonon, Tony Allen i Simon Tong. Dostała się na miejsce 2 brytyjskiej listy sprzedanych albumów.
Nagranie zostało wyprodukowane przez Danger Mouse'a. Pierwszym singlem promującym album był ”Herculean" (wydany 30 października 2006 roku), kolejnym jest utwór "Kingdom of Doom" (15 stycznia 2007).

## Lista utworów
1. "History Song" - 3:05
2. "'80s Life" - 3:26
3. "Northern Whale" - 3:54
4. "Kingdom of Doom" - 2:42
5. "Herculean" - 3:59
6. "Behind the Sun" - 2:38
7. "The Bunting Song" - 3:47
8. "Nature Springs" - 3:10
9. "A Soldier's Tale" - 2:28
10. "Three Changes" - 4:15
11. "Green Fields" - 2:26
12. "The Good, the Bad and the Queen" - 6:59

Bonus DVD
1. "Nature Springs" (live at the Tabernacle)
2. "The Bunting Song" (live at the Tabernacle)
3. "The Good, the Bad and the Queen" (live at the Tabernacle)
4. "A Soldier's Tale" (rehearsal footage)
5. "The Good, the Bad and the Queen" (interview)